# Bildungshaus St. Bernhard

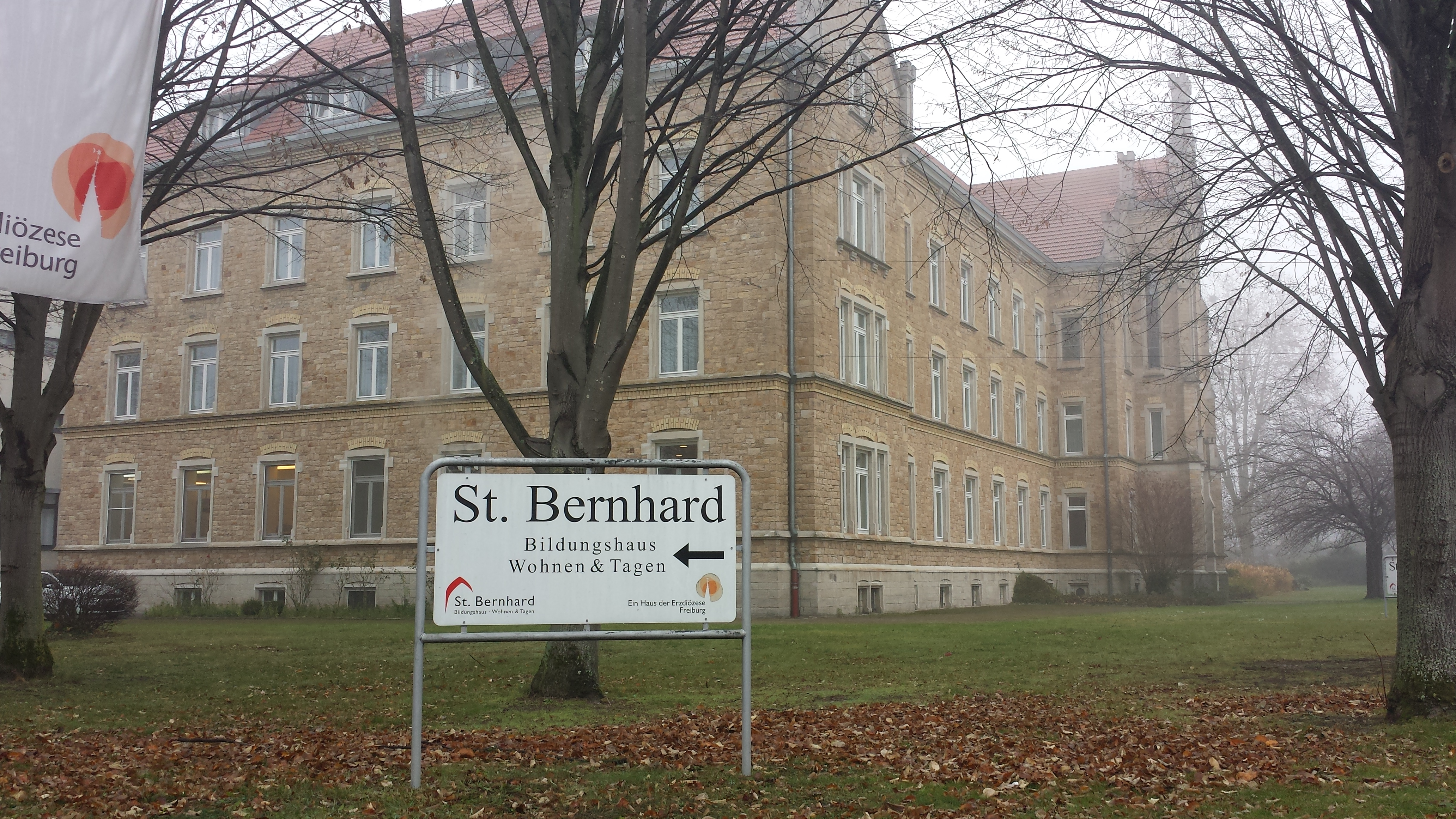
Das Bildungshaus St. Bernhard in Rastatt (2015)

Das Bildungshaus St. Bernhard (ehemaliges Erzbischöfliches Knaben- und Gymnasialkonvikt Rastatt) ist eine im Jahre 1897 errichtete, römisch-katholische Bildungseinrichtung des Erzbistums Freiburg in Rastatt im Landkreis Rastatt in Baden-Württemberg. Das Bildungshaus steht unter dem Patronat des seligen Markgrafen Bernhard von Baden. Sein Bild befindet sich an der Stirnseite des Hauses und eine weitere Statue steht vor dem Haus. Es ist das größte Bildungshaus der Erzdiözese Freiburg und steht für Bildungsmaßnahmen, Exerzitien, Besinnungstage, Seminare, Tagungen und Freizeiten zur Verfügung.

## Geschichte
Am 10. Juli 1896 wandte sich das Erzbistum Freiburg an den Gemeinderat der Stadt Rastatt mit der folgenden Bitte:

„Wir beabsichtigen in einer Stadt des Badischen Mittellandes, in welcher sich ein Gymnasium befindet, ein Erzb. Knaben- und Gymnasialkonvikt zu errichten, bzw. das nötige Gebäude für ein solches zu erstellen oder zu erwerben. Unser erstes Augenmerk ist auf Rastatt gerichtet, weil wir die daselbst bestehenden Verhältnisse für recht entsprechend halten und weil wir der Überzeugung uns hingeben, der verehrlichen Gemeinderath und die Bürgerschaft werde unsere Pläne ein wohlwollendes Interesse entgegenbringen und dessen Durchführung erleichtern.“

Bereits vier Tage darauf antwortete die Stadt Rastatt mit einem Ausdruck des Dankes. Im Januar 1897 wurde der Vertrag zur Errichtung des Hauses abgeschlossen und im Sommer starteten die Bauarbeiten. Am 12. September 1898 wurde die Eröffnung des Erzbischöflichen Knabenseminares mit 119 Schülern gefeiert. Mit 218 Schülern wurde im Schuljahr 1905/06 die Höchstzahl erreicht.
Im Jahre 1933 wurde das Haus durch den Einbau neuzeitlicher sanitärer Einrichtungen modernisiert. Ab dem Jahre 1933 sank die Schülerzahl aufgrund einer scharfen Zäsur bis auf 93 ab. Während des Zweiten Weltkrieges diente das Gebäude als Lazarett.
Erst ab den 1960er Jahren konnten Schüler eines neusprachlichen oder naturwissenschaftlichen Zuges im Konvikt wohnen. Zuvor diente das Studienheim überwiegend dem Heranziehen des Priesternachwuchses und die Jugendlichen besuchten die altsprachliche Klasse des Ludwig-Wilhelm-Gymnasiums.
Ein Erweiterungsbau des Studienheimes St. Bernhard folgte im Jahre 1968. Auch nach der Umbenennung wurde es in Rastatt „Konvikt“ genannt. Im Jahre 1981 wurde der Internatsbetrieb zum Schuljahresende 1980/81 eingestellt. Seit 1981 diente das Gebäude als Diözesan-Bildungshaus. Im März 2008 wurde das Gebäude in „Bildungshaus St. Bernhard – Wohnen & Tagen“ umbenannt.

Ansichten des Bildungshauses St. Bernhard in Rastatt
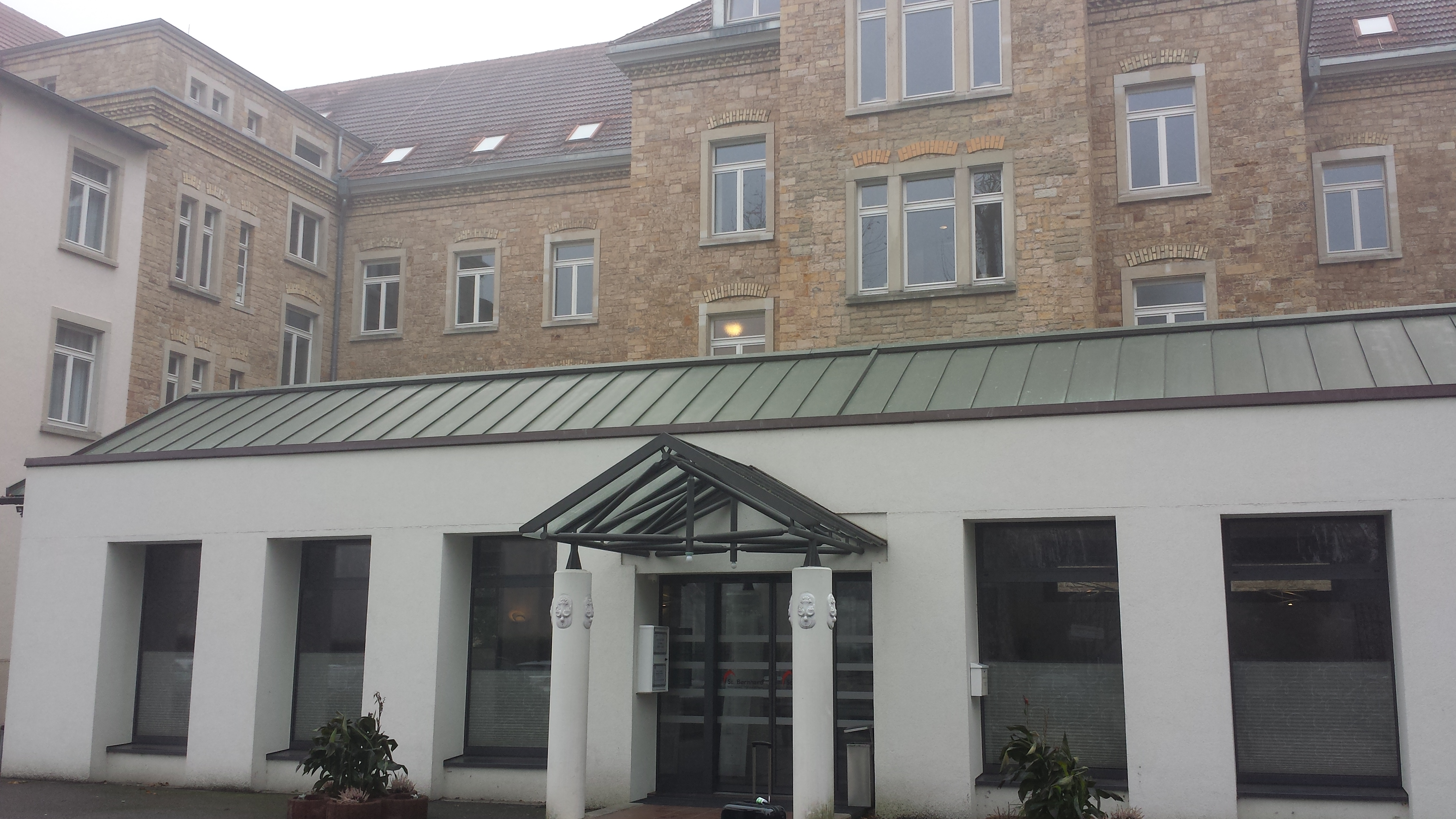
Haupteingang des Bildungshauses St. Bernhard
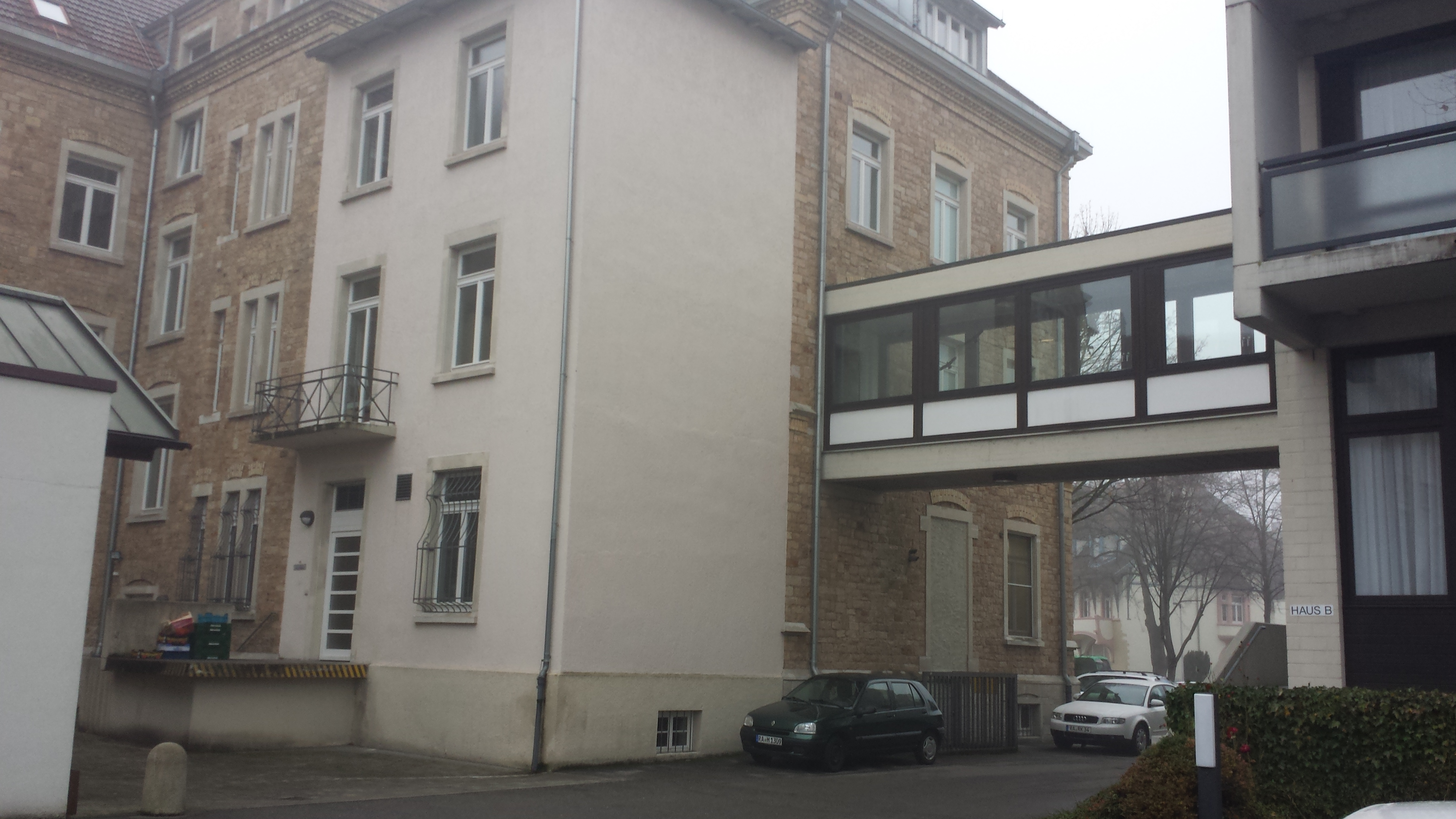
Verbindungsgang des Alt- und Neubaus (Erweiterung)
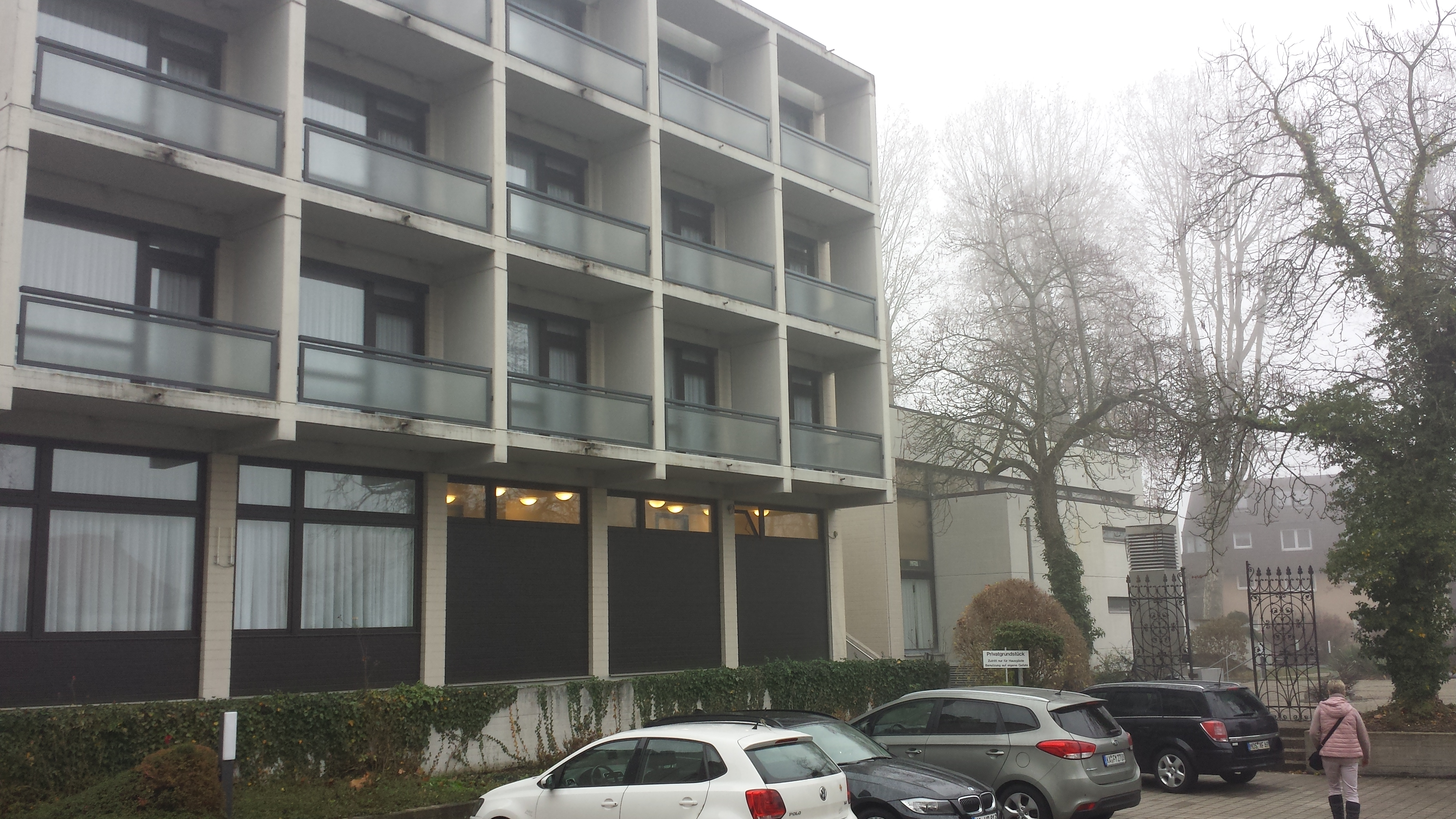
Erweiterungsbau des Bildungshauses

## Architektur
Der Altbau des Bildungshauses weist eine neo-gotische Architektur auf.

## Ausstattung
Das Bildungshaus verfügt über 136 Betten in 80 Zimmern, 14 Tagungsräume, eine Kantine, ein beheiztes Freibad (von Juni bis Ende August), einen Sportplatz, eine Minigolfanlage, zwei Hausbars, eine Bibliothek, zwei Meditationsräume und eine Hauskapelle mit Orgel.

Ausstattung des Bildungshauses St. Bernhard
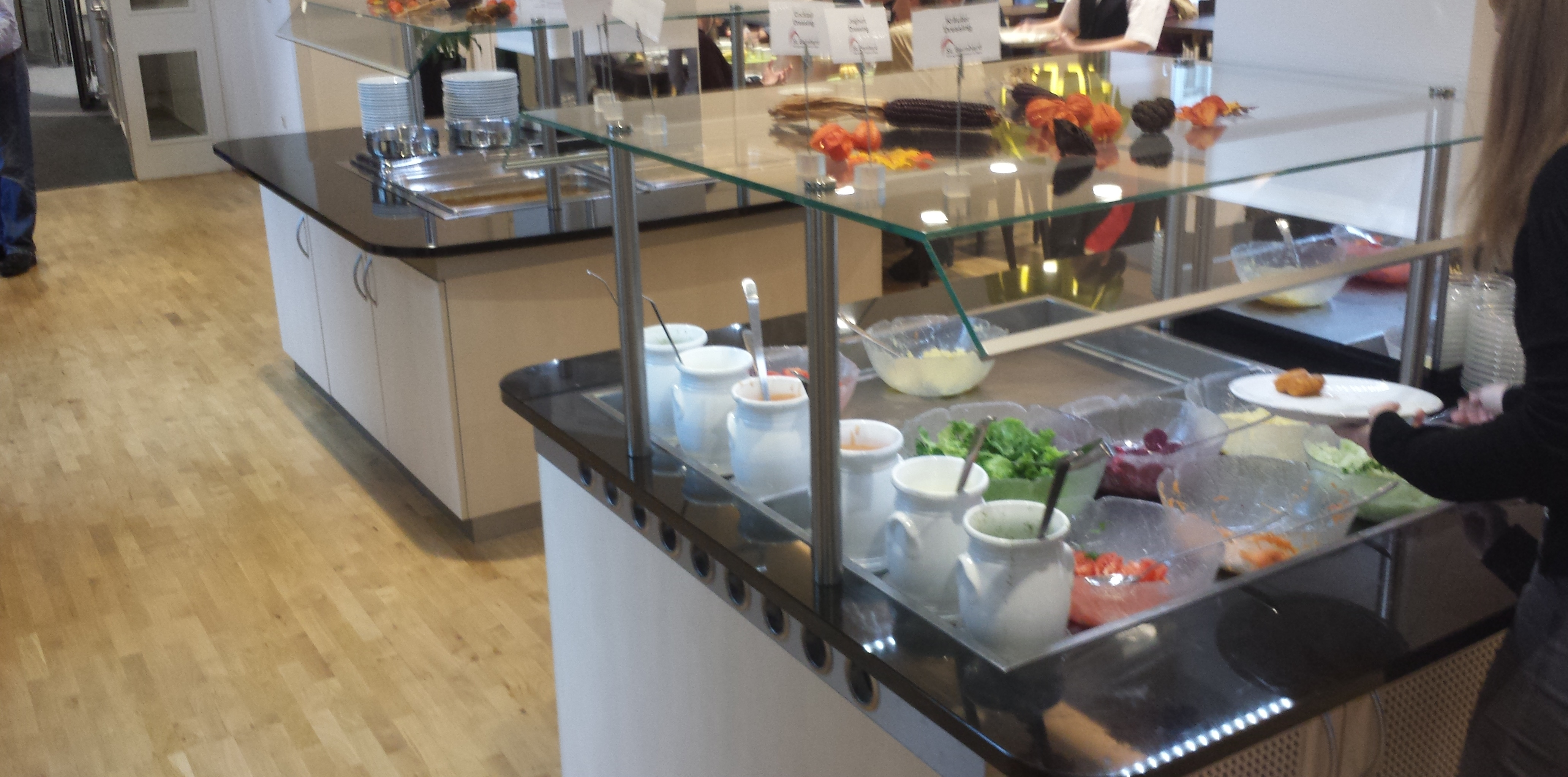
Speisesaal
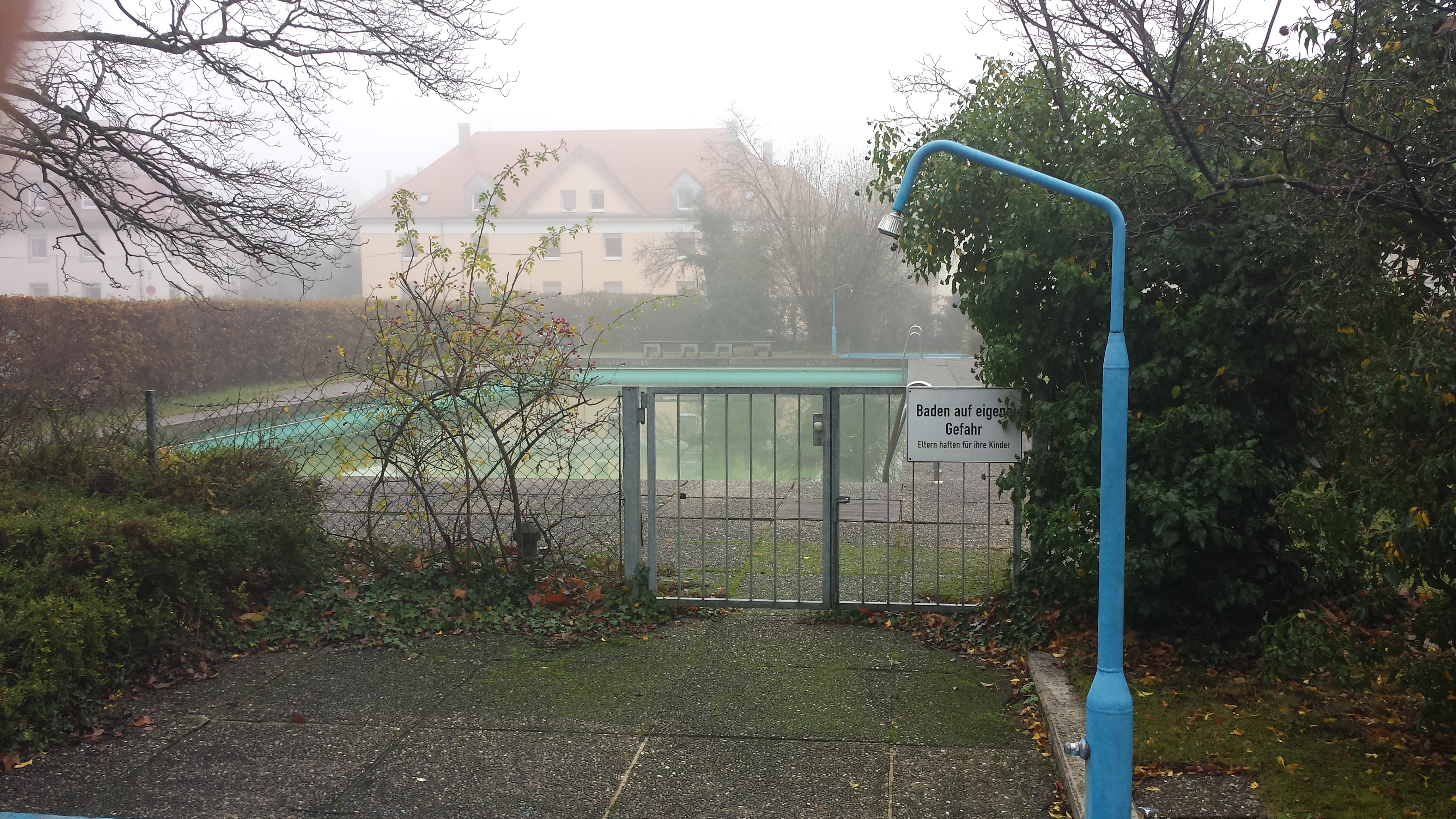
Freibad
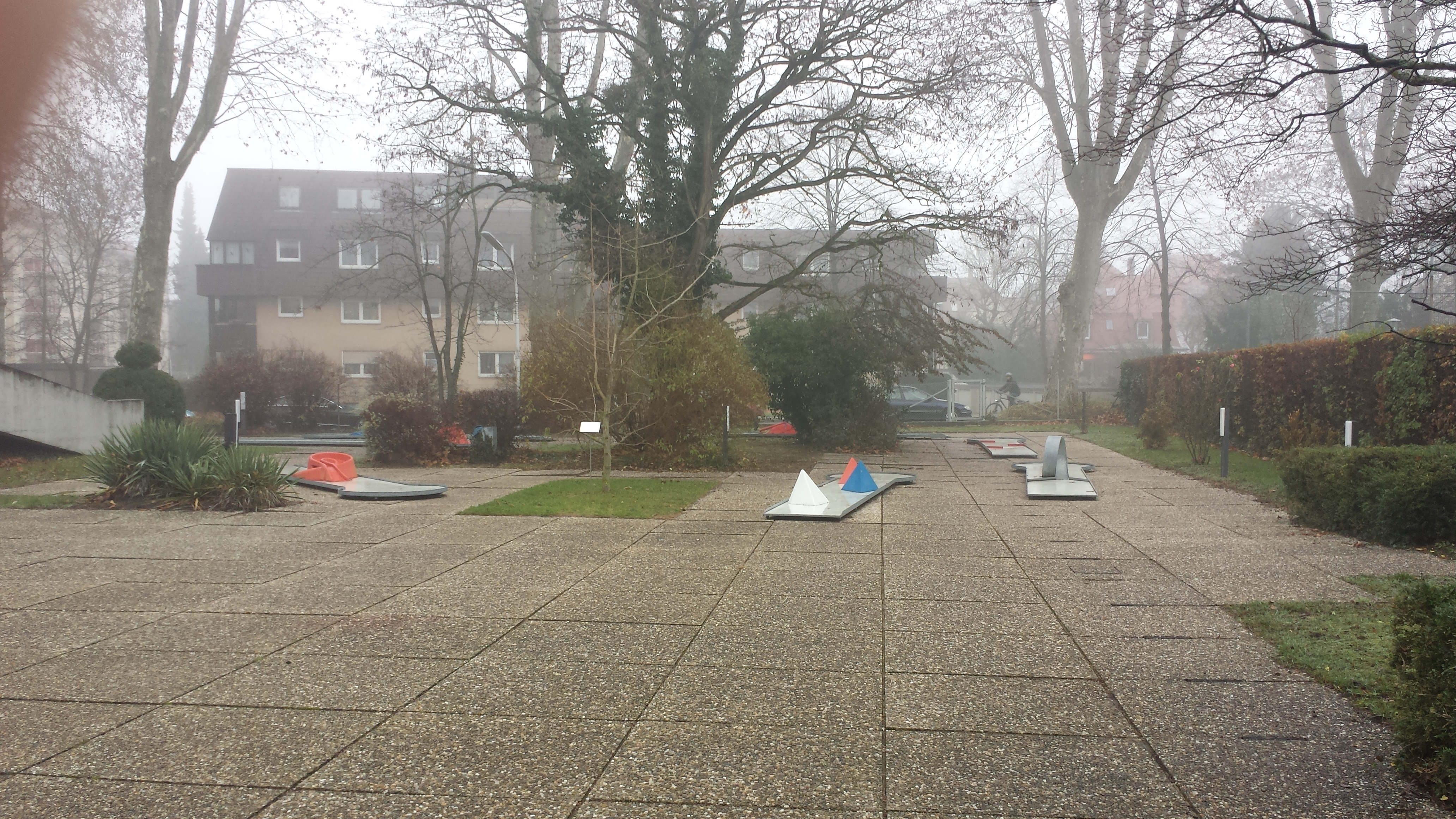
Minigolfplatz